# Mongolske kejserdømme
Det mongolske kejserdømme blev etableret af den mongolske Kublai Khan og militære leder Djengis Khan i begyndelsen af det 13. århundrede. Efter omfattende erobringer omfattede riget i det 13. og 14. århundrede størstedelen af de eurasiske steppeområder, herunder Kina, Rusland, Persien samt store dele af Mellemøsten og Østeuropa.
Imperiet udsprang af sammenslutningen af flere mongolske og tyrkiske stammer i det moderne Mongoliet og det voksede støt efter Djengis Khan blev udnævnt som mongolsk leder i 1206. I sin største udstrækning strakte kejserdømmet sig fra det Japanske Hav til Donau og fra det nordlige Sibirien til Cambodja. Det dækkede 24,000,000 kvadratkilometer, ca. 22% af jordens areal og herskede over 100 mio. mennesker.
Kejserdømmet har haft kolossal indflydelse på de erobrede områder, specielt Kina og Rusland. Under det mongolske herredømme spredtes nye teknologier, varer og ideologier over hele Euroasien. Blandt andet opløste Djengis Khan det eksisterende aristokrati i enhver erobret region. Samtidig skabtes et omfattende postvæsen og man udbredte brugen af kompasset, regnebrættet og et universelt alfabet.
Kejserdømmet begyndte allerede at gå i opløsning efter en arvekrig i 1260-1264. Herefter var Den Gyldne Horde og flere andre khaner de facto uafhængig og nægtede at acceptere Kublai Khan som deres leder. Først i 1304 blev de mongolske khaner igen samlet, men med Yuan-dynastiet sammenbrud i 1368, blev Det mongolske kejserdømme endelig opløst.

## Mongolske ledere
- 1206-1227 	Djenghis Khan
- 1229-1241 	Ögedei Khan
- 1246-1248 	Güyük Khan
- 1251-1259 	Möngke Khan
- 1260-1294 	Kublai Khan
- 1333–1370 	Toghon Temür

## Baggrund
I 1100-tallet beboede mongolerne og de med dem nært beslægtede tyrkiske folkegrupper det, som nu er Mongoliet, samt dele af Sibirien og det nordvestlige Kina. Disse grupper var gennem århundreder og endnu i slutningen af 1100-tallet opdelte i en række nomadiserende stammer. Forud for Djengis Khans tid havde der aldrig været nogen mongolsk statsdannelse, og de forskellige stammer var ofte involverede i blodige fejder med hinanden.
Den mand, som skulle grundlægge det mongolske verdensvælde, hed oprindelig Temüdjin men er mere kendt under navnet Djengis Khan, hvilket han antog i år 1206. I slutningen af 1100-tallet og begyndelsen af 1200-tallet gennemførte Temüdjin en række krigstog, hvorved han successivt forenede de forskellige stammer. År 1206 blev han anerkendt som leder for alle mongoler og tyrkiske folkegrupper i regionen (blandt andet tatarerne).

### Den politiske stilling i Asien i begyndelsen af 1200-tallet
Ved tiden for Djengis Khans samling af mongolerne fandtes et antal mægtige riger i Øst- og Centralasien samt et større antal mindre. Blandt stormagterne var frem for alt Jinriget i det nordøstlige Kina, Song-riget i det sydlige Kina, det muslimske rige, Khwarezm, i Persien og sydvestlige Centralasien, samt Delhi-sultanatet i Nordindien og Pakistan. Længere vestover i Asien fandtes en række mindre muslimske stater. Rusland og Ukraine var splittede i et antal fyrstendømmer.

## Første ekspansionsbølge (1206-1227)
Djengis Khan anså det for sin livsopgave at erobre en så stor del af verden som muligt. Den første store militære kampagne indledtes 1207 og rettedes mod Xiariget (det tangutiske rige) i det nordvestlige Kina; dette underkuedes 1210. Dets hersker fik imidlertid lov at blive siddende som lydkonge indtil videre. Jin-rigets kejser havde i begyndelsen forhåbninger om, at den nyudnævnte stor-khan skulle yde tribut til kejseren og således acceptere en rolle som vasal. Denne forhåbning viste sig grundløs, da Djengis Khan var ganske uinteresseret i at have en underordnet stilling i forhold til Jin-rigets hersker.
1211 vendte Djengis Khan sig sydpå mod Jinriget, hvis hovedstad var Yanjing (senere Beijing). Efter en yderst blodig krig og en lang belejring af hovedstaden faldt den endeligt år 1215, hvorefter fulgte en massakre på indbyggerne. Hvor mange, der myrdedes, ved man ikke, men Yanjing blev omtrent total ødelagt. Denne brutalitet var noget, som skulle kendetegne mongolernes krigsførelse under alle erobringskrige. Djengis Khan valgte imidlertid som regel at skåne byer, som gav op uden kamp - i modsat fald blev de total ødelagt, og deres indbyggere nedslagtet.
Med Yanjing indtaget var Jinriget i princippet knust, selv om det varede indtil 1234, før landet var endegyldigt erobret. Tre år senere beherskede mongolerne et vældigt område, som strakte sig fra Altaj og Tian Shanbjergene til Stillehavet. År 1219 invaderede Djengis Khan Khwarezmriget, efter at shahen, Ala ad-Din Muhammad, havde ladet hans udsending henrette. Med en armé på antageligt 200.000 mand gik mongolerne, hjulpet af bl.a. mange kinesiske militære eksperter, over Tian Shan-bjergene og indledte en ufattelig blodig krig mod den største muslimske stat. På samme tid erobrede andre højt rangerende generaler blandt andet Koreahalvøen i øst.
Mongolerne var i mindretal, men Khwarezmriget havde ikke en chance mod Djengis Khans velorganiserede styrker. Riget blev fuldstændigt knust, og selv om en del muslimske historikere givetvis overdrev en del af de grusomheder, der blev begået, står det klart, at mongolernes krigsførelse var yderst brutal, og sandsynligvis myrdedes millioner af mennesker. Tidligere blomstrende byer som Samarkand og Buchara blev helt ødelagte.
Efter at Khwarezm var blevet erobret, trængte mongolske hære helt frem til Kaukasus i vest og Nordindien i sydøst. Al organiseret modstand blev knust, men det ledte ikke til endegyldige erobringer. Krigstogterne i vest blev imidlertid et springbræt for den mongolske invasion af Europa i 1230'erne.
1225 vendte Djengis Khan tilbage til Mongoliet og rigets hovedstad Karakorum. Under et nyt felttog, hvor Xia-riget definitivt blev knust, døde Djengis Khan i sommeren 1227. Han var da hersker over et kæmperige, som strakte sig fra Volga og det Kaspiske Hav i vest til Stillehavet i øst.

## Erobringerne fortsætter 1227-1294
Inden sin død havde Djengis Khan opdelt sit imperium i fire dele (khanater, ulus på mongolsk), idet hans sønner fik hver sin andel. Ögedei Khan udsås til Djengis efterfølger som Stor-khan (kejser) og dermed hele rigets overhoved.
Efter nogle års pause tog erobringerne under Ögedeis ledelse ny fart. År 1234 var hele Jin-riget erobret. I slutningen af 1230'erne invaderedes Europa. De russiske fyrstendømmer besejredes uden større problemer, og deres fyrster blev gjort tribut-skyldige til Den Gyldne Hordes khan i Rusland. Derefter invaderedes Polen og Østrig, hvis arméer tilintetgjordes. Efter Ögödeis død trak man sig tilbage.
Efter Ögedeis død udbrød der stridigheder i imperiet, som for første gang viste opløsningstendenser. Først i 1250'erne stabiliseredes den indenrigspolitiske situation. Nye erobringer gjordes frem for alt i den muslimske verden. År 1258 faldt Bagdad, hvilket indebar, at store dele af Forasien havnede under mongolsk herredømme. Man trængte næsten frem til Egypten, inden fremgangen stoppede.
1260 blev Djengis Khans barnebarn, Kublai Khan, valgt til Stor-khan. Kublai Khan styrede imperiet, der under ham nåede sin maksimale størrelse, frem til sin død 1294. I 1280'erne herskede han over et imperium, som strakte sig fra Sibirien i nord til det Sydkinesiske hav i syd og fra Polen i vest til Stillehavet i øst. De forskellige khaner i khanaterne, som var blevet til på Djengis Khans ordre, havde visselig stor selvbestemmelse, men de anerkendte alle Kublai Khan som imperiets overhoved.
Kublai Khan flyttede hovedstaden fra Karakorum til Beijing og grundlagde 1271 Yuan-dynastiet i Kina. År 1279 erobredes Song-riget i det sydlige Kina og dermed var hele Kina for første gang erobret af en fremmed magt. Derimod mislykkedes forsøgene på at erobre Japan og Java. Mens Djengis Khan havde levet et spartansk liv, fik Kublai Khan som imperiets overhoved snart smag for luksus, og han holdt sig et kæmpemæssigt hof i Beijing. Han blev påvirket af den kinesiske kultur, hvilket ikke var populært hos mange mongoler.

## Efter Kublai Khan
Kublai Khan var den sidste mongolske hersker, der anerkendtes som Stor-khan. Efter hans død kunne man ikke holde sammen på imperiet - de forskellige khanater blev nu selvstændige riger. I Kina beholdt mongolerne magten til 1368, da den sidste kejser af Yuan-dynastiet blev styrtet. Den Gyldne Horde beholdt magten i Rusland frem til 1480'erne. I Persien og Centralasien mistede man magten i midten af 1300-tallet eller også opdeltes rigerne i flere khanater. Det sidste khanat, Krim-khanatet, faldt først i 1792. Efterhånden konverterede mange mongolske khaner til islam, blandt andet Den Gyldne Hordes herskere.

### Timur
Flere mongolske herskere spredte dog skræk i Asien i de følgende århundreder. Den mest kendte af disse var Timur Lenk. Fra sin hovedstad Samarkand erobrede han i slutningen af 1300-tallet store dele af Centralasien, hele Persien, Afghanistan, Mesopotamien, Syrien, Kaukasus og det nordvestlige Indien. Delhi faldt 1398 og i nordvest trængte han langt ind i Rusland, hvor Moskva erobredes 1382, og i midten af 1390'erne faldt også Den Gyldne Hordes hovedstad Sarai ved Volga. Timur Lenk invaderede tillige Lilleasien, hvor osmannerne led et knusende nederlag ved Ankara i 1402. Han døde under et felttog mod Kina i 1405.
Timur Lenk var, lige som sine forgængere, kendt for sin utroligt brutale krigsførelse. Men modsat Djengis Khan gjorde han aldrig nogen alvorligt mente forsøg på at opbygge en stærk statsmagt. Derfor splittedes riget kort efter hans død. Timur Lenk var den sidste store mongolske erobrer, men de riger, som opstod efter hans død, levede i flere tilfælde længe efter. I det nordlige Kina var frygten for nye mongol-invasioner mærkbar langt ind i 1600-tallet, og dele af det nordlige Kina var i 1500-tallet til tider under mongolsk styre.

## Årsager til mongolernes fremgange
Den grundlæggende årsag til, at en relativt lille folkegruppe kunne erobre et så gigantisk område, var organisationen af arméen, som skabtes af Djengis Khan. Disciplinen var jernhård, og hæren var langt mere mobil end de arméer, man blev stillet over for. Krigsmaskinen var inddelt efter decimalprincippet, således at hver trop begyndte med ti mand, der efter 100, så 1000 og sidst 10.000 (kaldet tumen af mongolerne). Befordring i arméen/samfundet skete alene på basis af meriter (med undtagelse af Djengis egen familie), hvilket indebar, at man fik en yderst effektiv krigsmaskine. Hele den mandlige mongolske befolkning mellem 15-65 år, som havde helbredet i behold, indgik i arméer. Erobrede folk var velkomne i krigsmaskineriet.
Krigsførelse mod store byer, som man ofte stilledes over for, var visselig noget helt andet end krig på stepperne, men man tog snart til sig nye teknikker, frem for alt fra kineserne. Tilsammen gjorde det dem næsten uovervindelige. Videre var såvel Kina som den muslimske og kristne verden splittede politisk, hvilket også lettede erobringstogene. Først, da europæerne begyndte at lære sig modstanderens taktik, kunne de begynde at give mongolerne en lige kamp på slagmarken.

## Mongolvældets eftermæle
Djengis Khan og hans ætlinge er i første række kendte som nogen af de grusomste erobrere, verden har set. Ingen ved, hvor mange menneskeliv, som krævedes under alle erobringstogene i Asien og Europa, og det er svært at lave rigtigt sikre beregninger. Visse historikere skønner, at Kinas befolkning decimeredes med cirka 50 % i 1200-tallet. Denne drastiske mindskning af befolkningen skal primært være forårsaget af alle krigene mod mongolerne. Stemmer disse beregninger, betyder det, at mange millioner kinesere blev myrdet og i alt måske omkring 40 millioner dødsofre i Asien og Europa, men det er næsten umuligt at bekræfte disse skøn.
Mongolerne havde imidlertid også andre sider. Frem for alt var man meget tolerante i religiøse spørgsmål. I mongolriget rådede i princippet religionsfrihed, hvilket stod i skarp kontrast til forholdene i Europa og den islamiske verden. Endvidere udbredte mongolerne ofte for første gang både skriftsprog og rigtige love i de erobrede områder. Nutidens mongoler ser generelt ikke Djengis Khan som en blodtørstig barbar men som den mand, som gav mongolerne en national identitet. I lande som Uzbekistan og Afghanistan har befolkningen et lignende syn på Timur Lenk.
Kontakterne mellem Europa og Asien intensiveredes i anden halvdel af 1200-tallet med et stort opsving i handelen mellem Europa og Fjernøsten. Handelsruten gik frem for alt via den berømte Silkevej, som blev langt tryggere på grund af den politiske stabilitet i den tidligere så politisk splittede region. I denne tid besøgte den berømte opdagelsesrejsende Marco Polo Cathay (europæernes datidige navn på Kina) og opholdt sig endog ved Kublai Khans hof i Beijing. Mange missionærer fra Europa blev også mere aktive i Asien.